# Llolleo
Llolleo (del mapudungun: llollewe ‘lugar de nasa’) es una localidad de la comuna de San Antonio, Provincia de San Antonio, Región de Valparaíso, Chile y pertenece a la Conurbación de San Antonio. Nació como un balneario luego de la llegada del ferrocarril en 1912. Está ubicada a 118 km de Santiago de Chile y a 4 km del puerto de San Antonio. Está demarcado por el sur por la desembocadura del río Maipo (que lo separa de las Rocas de Santo Domingo), sector denominado "la Boca" o "caleta histórica", desde donde se extraen diferentes mariscos y pescados de forma artesanal.  
En la playa de Llolleo, se encuentran tres lagunas costeras llamadas Ojos de Mar de Llolleo o Lagunas de Llolleo donde es posible observar cisnes de cuello negro.  Además, la localidad cuenta con atractivos como la Plaza de Armas, popularmente conocida como "La Plaza del Folclor", el Parque Dyr y el Cerro Mirador Cristo del Maipo. 

## Toponimia

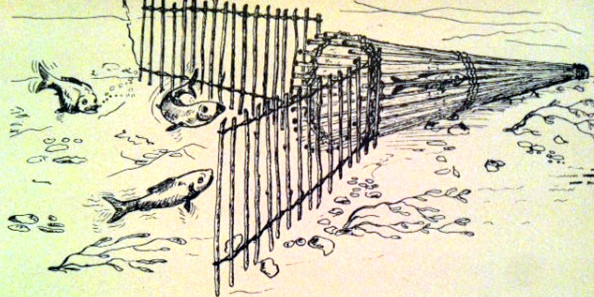
Llolle es una red de pesca mapuche usada con una forma de armazón

Llolleo es una hispanización del término en mapudungún llollewe, lugar de nasas. 

Llolleo.-—Fundo del departamento de Melipilla que se halla inmediato á los puertos de San Antonio y de las Bodegas y al lado norte de la desembocadura del Maipo. Pasa por él una corta corriente de agua del mismo título, que gira hacia el SO. y muere en la playa á unos dos kilómetros al N. de la boca de ese río. Llolleo es una contracción de llolle y leuvu, y significa río de nasa.
Francisco Solano Asta-Buruaga y Cienfuegos, Diccionario Geográfico de la República de Chile (1897 ) 

## Historia

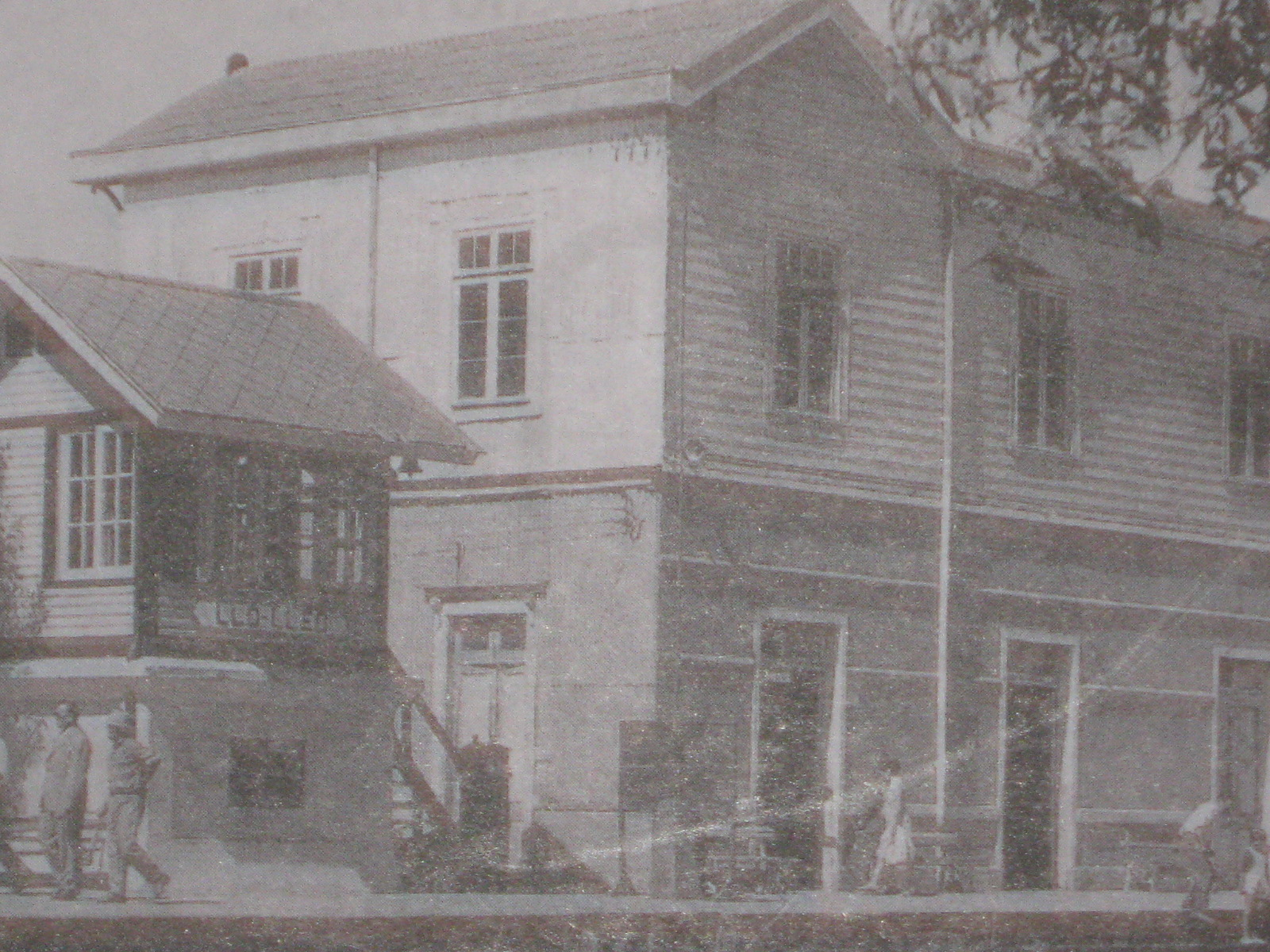
Edificio antiguo de la Estación Llolleo c. 1910.

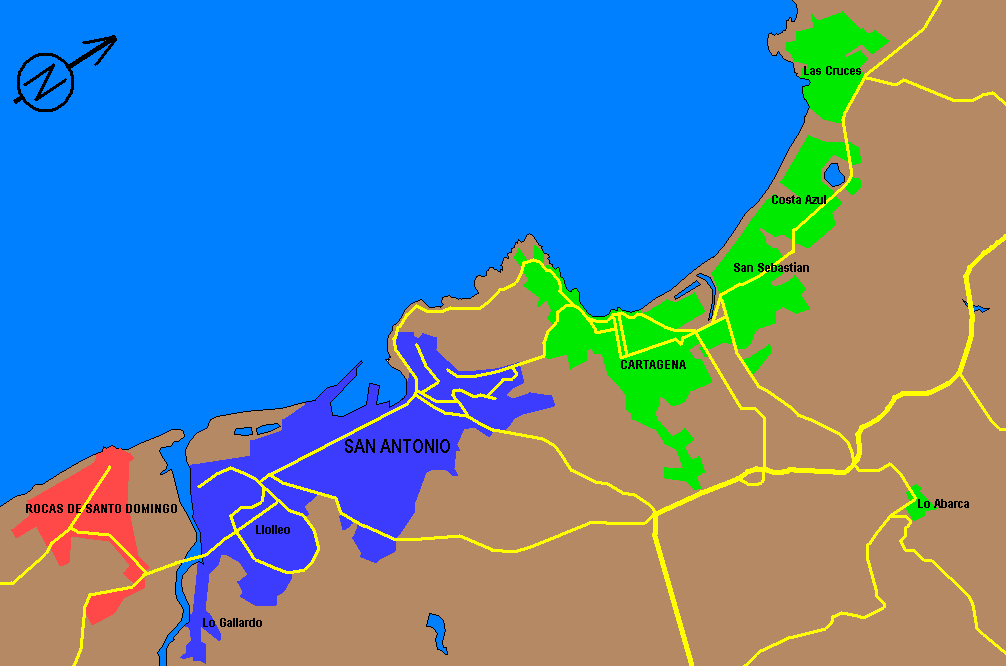
Llolleo dentro de la Conurbación de San Antonio.

El terreno donde actualmente se emplaza la localidad perteneció en el siglo XVIII a la familia Gallardo, luego de subdivisiones y ventas entre particulares pasó a manos de las religiosas del Monasterio de Santa Rosa, y a la familia Ruiz-Tagle. En el inicio del siglo XX la familia García-Huidobro Fernández compra la hacienda y uno de sus hijos Domingo García-Huidobro dona parte para dar inicio a la "Ciudad Jardín".
Fue proyectada con chalets y calles adornadas con palmeras. En 1912 la llegada del ferrocarril, a través de la Estación Llolleo, marca un hito en el desarrollo, propiciando el aumento de población. Su microclima la ha convertido en un destino para aquellos aquejados de afecciones cardíacas y las personas mayores buscando un refugio más sereno y apacible que otros balnearios. En aquella época, las dunas de Llolleo eran una atracción para los habitantes del balneario.  
En 1916, inicia la operación de un hotel de lujo llamado Hotel Miramar a cargo de Hugo Neisser, empresario Alemán que había adquirido una parte del Fundo de Llolleo en los año 1911. El hotel que contaba con más de 60 habitaciones se ubicaba a dos cuadras de la estación trenes y tres cuadras de las playa y funcionó hasta inicios de la década de los 1940. Actualmente en el sitio se emplaza el Colegio Fernández León.
En 1919, se fundó la primera Escuela Mixta, la cual en la actualidad es conocida como el Colegio España. Desde 1951, la institución ha mantenido su sede en el mismo edificio ubicado en la arteria General Manuel Baquedano con Avenida Chile.
En 1923, se aprobó la construcción de una casa de acogida bajo la administración de las Hermanas de la Providencia de Santiago, la cual inició sus operaciones en 1924. En 1931, experimentó una transformación al convertirse en una escuela primaria y posteriormente en un Liceo de Estado en 1957. Este liceo, conocido actualmente como el Liceo Santa Teresita de Llolleo, continúa operando hasta la fecha. El establecimiento fue conocido por albergar una iglesia colonial situada en las actuales calles Divina Providencia y Arzobispo Valdivieso. Sin embargo quedó completamente destruida por el terremoto de 1985.
En 1924, se hace conocido un árbol de ombú, denominado localmente como el "árbol corazón". La leyenda local sostiene que sus hojas desprendían un oxígeno milagroso con propiedades curativas para diversas enfermedades. Sin embargo, en septiembre de 2013, durante la remodelación de la plaza de Llolleo, el árbol colapsó debido a la acción de un hongo. En agosto de 2018, gracias a la iniciativa de la Asociación de Comercio, Servicio y Turismo de Llolleo, se llevó a cabo la replantación de un nuevo ejemplar que ha perdurado hasta la fecha actual.
En 1927, la Sociedad de Colonias Escolares "Domingo Villalobos" adquirió un terreno de dos mil metros cuadrados ubicado en la céntrica calle Providencia. Por el decreto del presidente Carlos Ibáñez del Campo, se hizo posible la construcción de un edificio para llevar a cabo las obras de la sociedad, este se completó en 1928. Durante el Gobierno de Pedro Aguirre Cerda, se llevó a cabo la construcción de otro pabellón, inaugurado en 1941. Esta obra se atribuye a la esposa del Mandatario, Doña Juana Aguirre Luco por lo cual se le otorgó el nombre de Pabellón Aguirre Cerda. Dado que la escuela operaba exclusivamente entre enero y febrero, en 1942 la sociedad decidió ceder la propiedad a la Dirección General de Educación Primaria, lo que permitió que se estableciera un hogar-escuela llamado "Hogar Infantil El Reposo 17". Actualmente se encuentra el colegio primario British School.
A fines de 1928, Ángel Martínez Fernández, propietario local, estableció la embotelladora de agua Sorrento, la cual procesaba agua extraída de pozos locales. Inicialmente comercializada a nivel local y luego expandió su presencia a nivel nacional. La embotelladora operó hasta 1960.
En 1930, la parroquia "Cristo Rey" inició con el padre Vicente Gric Keval como su primer párroco. Experimentó ampliaciones en 1940 y posteriormente fue sometida a una reconstrucción casi completa por del terremoto de 1985.
En 1942, se inauguró el Cristo del Maipo, una obra de Domingo García-Huidobro, es una cruz de 6 metros de altura en la cima de un cerro mirador. Actualmente conocido como el "Monumento al Cristo del Maipo", este sitio emblemático alberga un vía crucis que se inicia a los pies del cerro y el Santuario de Nuestra Señora de Lourdes que alcanzó notoriedad a nivel nacional en el año 2012, cuando se informó sobre un fenómeno en el que se afirmaba que la imagen de la virgen lloraba sangre.
En la década de los 50 se consolidaron empresas de diferentes rubros como la empresa de textiles Rayonhil, la empresa orientada a la explotación y procesamiento de productos químicos La Química (actualmente Sociedad Química y Minera de Chile) y la Fábrica de botones que operaba en los espacios donde estaba anteriormente el Molino Katz Brenner. En la actualidad, estas empresas que en su tiempo emplearon una gran mano de obra, tanto masculina como femenina, ya no existen.

## Sector rural

### Lo Gallardo

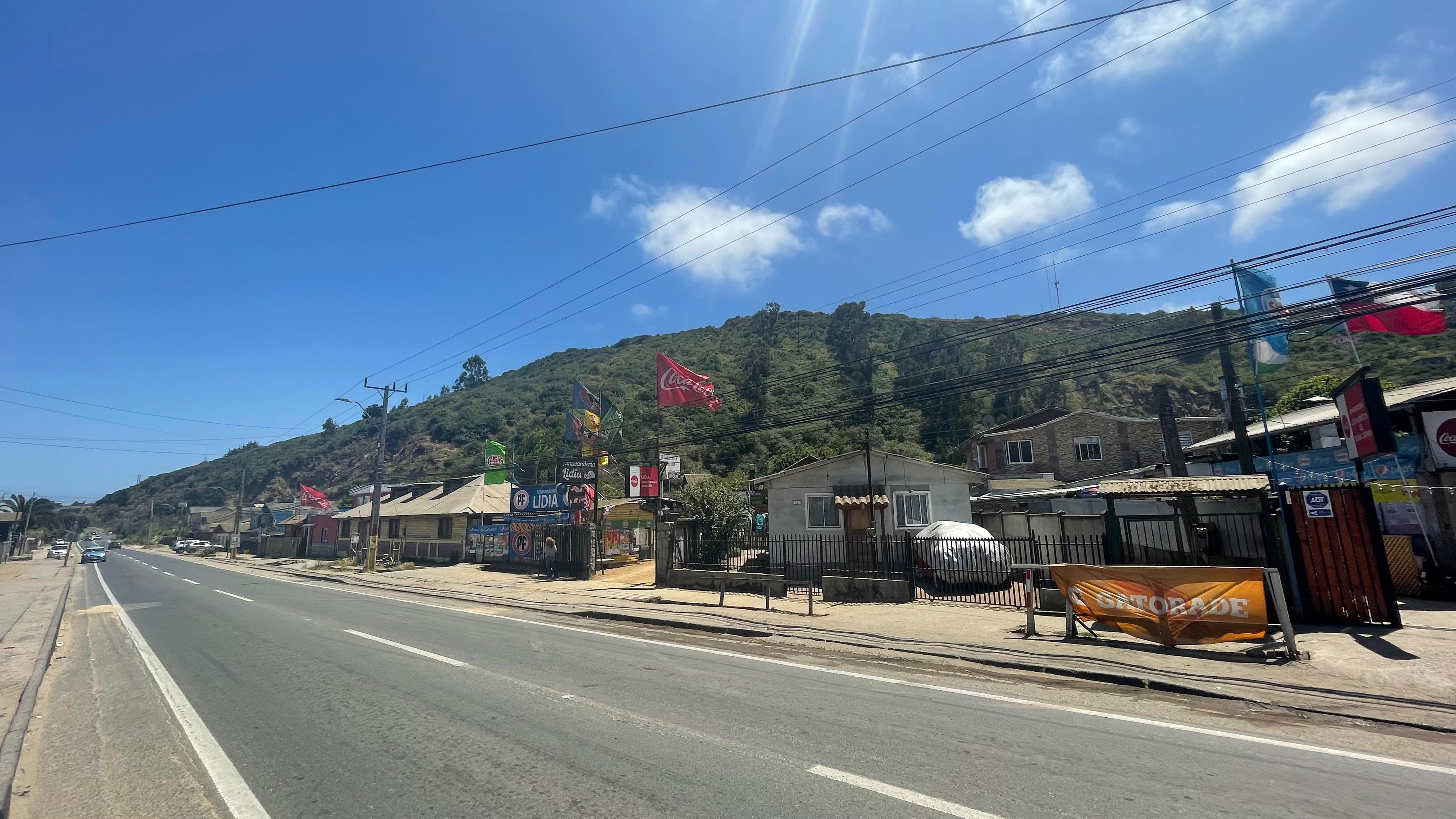
Calle principal lo Gallardo

Es un sector ubicado a las orillas del río Maipo, a los pies del último cerro del litoral central. Destaca su calle principal San Juan donde se pueden encontrar locales de pan amasado y empanadas, elaboradas en hornos de barro, y canteras con artesanías en piedra. El lugar también es conocido por las narrativas folklóricas locales sobre brujería.
Entre los residentes históricos, destacan figuras como Francisco "Cachulo" Cerda, distinguido golfista que representó a Chile en diversos torneos internacionales  llegando a ser el sexto en el mundo,  y el poeta Efraín Barquero, galardonado con el Premio Nacional de Literatura en 2008, quien se estableció en la zona en la década de 1960 en una antigua casona en la frontera con la villa de San Juan. 
Asimismo, se recuerda a la Sra. Lidia, quien legó la apreciada tradición del pan amasado local. En la misma temática el 3 de diciembre de 2009, doña Carmen Barraza, fundadora de "Los Hornos de Doña Carmen", fue reconocida como "Emprendedora del Año" por el Banco del Estado. Por más de 30 años, ha comercializado pan amasado y empanadas en hornos de barro, preservando una tradición familiar.También destaca la figura del cantero-artesano que esculpió el busto de Pablo Neruda, ubicado en Isla Negra.
En el mes de febrero en la zona de la ribera del río Maipo da lugar a la Fiesta del Embrujo, una fiesta tradicional de la zona que incluye juegos tradicionales y concursos.

### San Juan

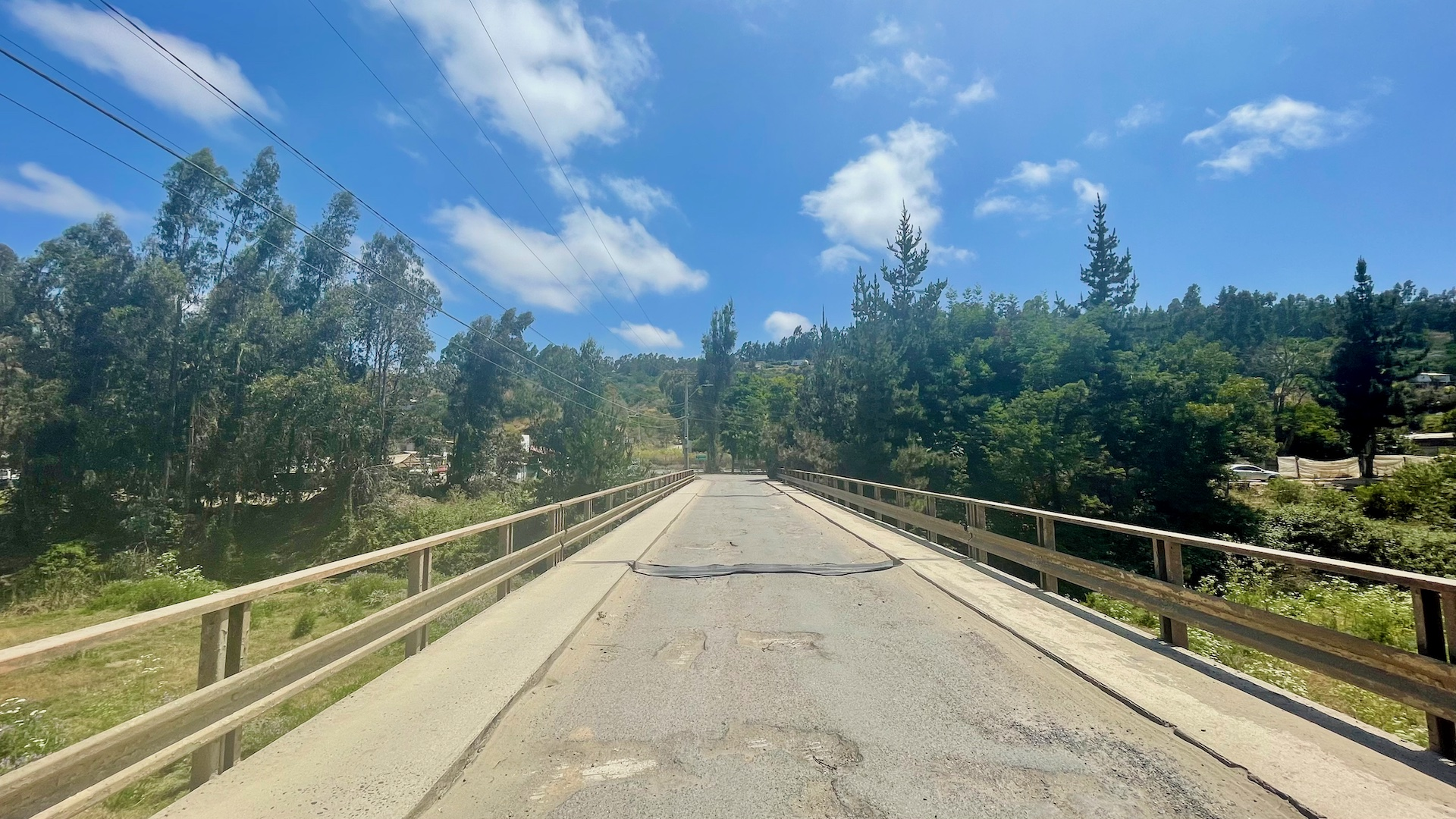
Puente que cruza el Estero San Juan - Intersección Ruta G-908 con Ruta G-904

Por la ruta G-904 a 2 km de Lo Gallardo se encuentra un camino adornado con gran cantidad de bosques de eucaliptus y dos  tranques en donde habitan pintorescas aves, como son los patos silvestres, los cisnes de cuello negro, las taguas y las garzas. También encontramos una medialuna, lugar en donde se realizan los rodeos, juego campesino tradicional de Chile. 
Existe un pequeño polo industrial cruzando el Estero San Juan. Actualmente se encuentra las fábricas de Cementos San Juan, filial de la empresa UNACEM y la fábrica de polipropileno CORESA. Adicionalmente se encuentran los terrenos donde estuvo la conocida fábrica textil Rayonhil que operó entre los años 1948 a 1980.

### Cuncumén,
Significado "Murmullo del agua" en mapudungun es un sector rural agrícola frutícola, que posee hermosos paisajes naturales. Posee un hermoso complejo Agro Turístico. 
Destaca la Viña Hacienda San Juan plantada en terrenos en que se ubicaban antiguamente las Casas Patronales de la antigua Hacienda San Juan, Latifundio del mismo nombre, lugar de residencia temporal del Presidente de Chile, don  José Manuel Balmaceda F entre los años 1840 a 1891. La Hacienda cuenta con un pequeño parque centenario diseñado por el paisajista francés Guillermo Renner  a fines del siglo IXX,  prolífico diseñador de los más importantes parques y jardines de Chile central. Posee un antiguo árbol del corcho o Alcornoque. La viña produce  vinos  tintos Pinot Noir y Syrah  y blancas, Chardonnay,  característicos de clima frío, cultivadas en forma orgánica y biodinámica, que se puede visitar previa reserva.

## Deportes

### Fútbol
El Club Flecha Huracán fue fundado el 15 de abril de 1924 y posteriormente se transformó en el Huracán de Llolleo. A lo largo de su historia, el club ha participado en varios Campeonatos Nacionales de Fútbol en Chile, incluyendo la Cuarta División de Chile 1999.
Humberto "Chupete" Suazo es un destacado futbolista de la zona.

### Tenis
El Club de Tenis de Llolleo fundado en 1931 se encuentra en la arteria principal Divina Providencia. Cuenta con 5 canchas y desde finales del año 2022 cuenta con tres canchas de pádel. 
Patricio Cornejo es un destacado tenista originario de la zona.